# Tegalwangi (Weru)
Tegalwangi is een bestuurslaag in het regentschap Cirebon van de provincie West-Java, Indonesië. Tegalwangi telt 9318 inwoners (volkstelling 2010).